# Club Halcón Andino
El Club Halcón Andino es un club de fútbol del Perú de la Distrito de Condoroma, en el departamento de Cuzco. Fundado en 1944, participa en Copa Perú a partir del 1945.

## Historia
Fue fundado el 22 de febrero de 1944 en Distrito de Condoroma, Perú. Clasificó en algunas ocasiones ala Etapa provincial de espinar, Sin embargo, de entre todas las Clasificaciones que dava, es la que enfrenta a los equipos de Condoroma, en la parte final casi siempre quedaba eliminado del torneo y los clubes más antiguos de condoroma, pues sus enfrentamientos siempre remontaban y sumaba una derrota más torneos distintos, consiguiendo uno de más grandes lauros entre su importancia de su Asociación, especialmente en los primeros 70 años del fútbol en Perú,

## Uniforme
- Uniforme titular:

Camiseta:Café dorado con Negro.
Shorts: café dorado.
Calcetas:café.

## Estadio
Desde la década de los setenta en el estadio Municipal de Condoroma, que queda en el distrito de Condoroma, Donde el fútbol de condoroma vio surgir Halcón Andino, llegaron a hacer grandes jugadores que militaron en importantes clubes del cuzco y que llegaron a ganar una cierto respeto entre los rivales. 

## Rivalidades

### clásico de Condoroma
El Clásico de altura o clásico de Condoroma, es el nombre que recibe el partido de fútbol y la rivalidad entre el Real Progreso y el Halcón Andino , dos clubes más importantes y representantes de Condoroma. Dicho duelo de altura, se vive con gran pasión por parte de los seguidores de uno y otro club.

## Palmarés

### Torneos regionales
- Ligas Departamental de Cuzco (0):.
- Liga Provincial de Espinar: .
- Liga Distrital de Condoroma:.